# Bucloc
Bucloc es un municipio perteneciente a la provincia de El Abra en la Región Administrativa de La Cordillera (RAC) situada al norte de la  República de Filipinas en el interior de la isla de Luzón. 

## Geografía
Tiene una extensión superficial de 60,98 km² y según el censo del 2007, contaba con una población de  2 227  habitantes, 2 176  el 1 de mayo de 2010 formando 415 hogares.

### Ubicación
Se encuentra a una altitud de 669 metros sobre el nivel del mar.
| Noroeste: Licuan-Baay | Norte: Sallapadan | Noreste: Sallapadan |
| Oeste: Sallapadan     |                   | Este: Daguioman     |
| Suroeste: Boliney     | Sur: Boliney      | Sureste: Sallapadam |

## Barangayes
Bucloc se divide administrativamente en 4 barangayes.
| Barangay | Población (2007) | Población (2010) |
| -------- | ---------------- | ---------------- |
| Ducligan | 479              | 439              |
| Labaan   | 608              | 587              |
| Lamao    | 490              | 546              |
| Lingay   | 650              | 606              |